# Vipce, Verhovîna
Vipce (în ucraineană Віпче) este un sat în așezarea urbană Verhovîna din raionul Verhovîna, regiunea Ivano-Frankivsk, Ucraina.

## Demografie
Componența lingvistică a localității Vipce
     Ucraineană (100%)
Conform recensământului din 2001, toată populația localității Vipce era vorbitoare de ucraineană (100%).